# Christian Wilhelm Posselt
Christian Wilhelm Heinrich Posselt (Weinheim, 14 de setembro de 1806 - Heidelberg, 21 de janeiro de 1877) foi um médico alemão, o primeiro a isolar a nicotina da planta do tabaco. 
Seu pai, Carl Ludwig Posselt (1782–1845), comprou uma farmácia em 20 de agosto de 1795 em Heidelberg e em 1807 também comprou a Schwanen-Apotheke, que manteve durante 31 anos.
Estudou medicina em Heidelberg e Würzburgo. Como Dr. med. isolou em 1828 a nicotina do tabaco em uma competição juntamente com Karl Ludwig Reimann. Eles descreveram a nicotina efetiva em uma publicação premiada "De Nicotiniana - Über die Tabakpflanze" submetida à Universidade de Heidelberg sobre o isolamento e as propriedades fisiológicas da nicotina. Por suas investigações eles receberam uma medalha de ouro do Grão-Duque de Baden, a medalha de ouro estadual do Grão-Ducado de Baden. Nicotianin é uma reminiscência de Jean Nicot, que introduziu a planta do tabaco (Nicotiana) na França em 1560. A obra foi mais tarde completamente esquecida, o manuscrito não foi encontrado novamente até 1938, um ano antes do Primeiro Congresso Internacional do Tabaco, sob uma pilha de papéis em um sótão de Berlim.
Os precursores deste trabalho são mencionados: Gaspari Cerioli (1781-1865) encontrou o óleo essenziale do tabaco em 1807, Louis Nicolas Vauquelin extraiu a Essence de Tabac em 1809. Em 1821, Sigismund Friedrich Hermbstädt publicou Bemerkungen über das Nicotianin, einen eigenthümlichen Bestandtheil in den verschiedenen Arten des Tabaks.  Além disso, o fabricante de charutos Otto Unverdorben, Mathieu Orfila, Leopold Gmelin, o professor de patologia de Heidelberg Jakob Friedrich Christian Sebastian (1771-1840) e Philipp Lorenz Geiger.
Christian Wilhelm Posselt tornou-se professor associado da Faculdade de Medicina de Heidelberg em 1844.
Seu irmão, Louis Posselt (1817-1880), tornou-se professor particular de farmácia em Heidelberg, emigrou para o norte do México como especialista em mineração após a fracassada Revolução de Baden em 1849, tornou-se professor de química em sua cidade natal ao retornar em 1860,  doou a torre de observação Posseltslust em Kohlhof, Heidelberg, e participou do Congresso de Karlsruhe de 1860.
Do casamento de Wilhelm Heinrich Posselt com Anna Babette (Barbara) Landfried (1812–1867) de Heidelberg, nasceram cinco filhos. Seu filho Ernst Posselt (1838–1907) foi um comerciante alemão e colecionador de arte. Wilhelm Heinrich Posselt está enterrado na Seção A da sepultura da família em Heidelberg no Bergfriedhof.